# Ortilia durnfordi
Ortilia durnfordi är en fjärilsart som beskrevs av Frederick DuCane Godman och Osbert Salvin 1878. Ortilia durnfordi ingår i släktet Ortilia och familjen praktfjärilar. Inga underarter finns listade i Catalogue of Life.